# Haager Kodex gegen die Verbreitung ballistischer Raketen
Der Haager Verhaltenskodex gegen die Proliferation ballistischer Raketen (The Hague Code of Conduct Against Ballistic Missile Proliferation, HCoC) ist  eine politische Übereinkunft und kein völkerrechtlich verbindliches Dokument.
Die internationale Staatengemeinschaft bemüht sich, die Weiterverbreitung ballistischer Raketen, die Trägersysteme für Massenvernichtungswaffen sein können, weltweit zu verhindern. Der HCoC dient als Ergänzung zum Missile Technology Control Regime (MTCR) – Raketen TechnologieKontroll-Regime.
Probleme des HCoC bestehen insbesondere auf konzeptionellem Gebiet. Ihm fehlen
- eine eindeutige Verbotsnorm,
- ein Katalog von Maßnahmen der Selbstbeschränkung für Mitgliedsstaaten,
- Kooperationsanreize sowie
- eine eindeutige Definition.

Ein weiteres Manko stellt die Unverbindlichkeit der Transparenzmaßnahmen dar.
Der HCoC verfolgt folgende Ziele:
- ein umfassendes Nichtverbreitungsregime gegen die Trägertechnologie zu schaffen, um so
- der Weiterverbreitung von ballistischen Raketen (BM) als Trägermittel für Massenvernichtungswaffen entgegenzuwirken.

Im Vordergrund steht die friedliche Nutzung von Weltraumprogrammen. Erwogen wird hierbei die Unterstützung von Raumfahrzeugträgerprogrammen anderer Staaten, um so einen Beitrag zu Trägersystemen für Massenvernichtungswaffen zu verhindern.
Vorrangigstes Ziel ist die Einhaltung allgemein anerkannter, aber (noch) nicht verbindlicher Transparenzmaßnahmen mit den Schwerpunkten
- Einhaltung bestehender Weltraumprogramme und
- Wachsamkeit bei der Zusammenarbeit im Rahmen von Weltraumprogrammen

Zu den wesentlichen Inhalten und Möglichkeiten der vertrauensbildenden Maßnahmen, mit denen Transparenz zu erwirken ist, gehören
- die Erstellung eines nationalen Jahresberichtes durch die Mitgliedstaaten bezüglich ihrer zivilen und militärischen Raketenprogramme und ihres Raketenbestandes sowie deren Austausch untereinander
- der Austausch von Vorstartnotifikationen über geplante Starts und Erprobungsflüge ballistischer Raketen und Raumfahrzeugträgersysteme. Diese Notifikationen sollen Angaben wie die Typenklasse, das geplante Startfenster (Zeit), den Startplatz und die geplante Richtung enthalten.
- Einladung internationaler Beobachter auf landgestützte Startplätze

Folgende Bereiche werden erfasst:
- ballistische Flugkörper
- einmalig nutzbare Raumfahrzeugträgersysteme

Während einer internationalen Konferenz in Den Haag vom 25. – 26. November 2002 wurde der HCoC „Haager Verhaltenskodex gegen die Weiterverbreitung Ballistischer Raketen“, früher bekannt als „Internationaler Verhaltenskodex (ICoC)“ zum Abschluss gebracht. 93 Staaten haben den HCoC damals unterzeichnet.
Bis zum heutigen Tage hat sich die Zahl der Unterzeichnerstaaten auf 138 ((Stand Juni 2016)) erhöht. Allerdings stehen noch wichtige Staaten, die über Trägertechnologie verfügen, außerhalb dieses neuen Instruments. Zu diesen Staaten zählen u. a. Ägypten, China, Iran, Nordkorea, Pakistan und Syrien.